# Scartelaos cantoris
Scartelaos cantoris är en fiskart som först beskrevs av Day, 1871.  Scartelaos cantoris ingår i släktet Scartelaos och familjen smörbultsfiskar. IUCN kategoriserar arten globalt som otillräckligt studerad. Inga underarter finns listade i Catalogue of Life.